# Alexander Opoku
Nana Alexander Opoku (* 31. August 1974) ist ein ghanaischer Fußballspieler.

## Karriere

### Verein
Opoku spielte in Ghana bei Brong Ahafo United, bevor er nach Deutschland wechselte. Opoko kam zum VfB Leipzig. Mit Leipzig spielte er in der Bundesliga, er absolvierte zehn Spiele und erzielte ein Tor. Sein Debüt gab er in der Saison 1993/94 am 11. Spieltag gegen Eintracht Frankfurt, als er in der 75. Spielminute für Matthias Liebers von Trainer Bernd Stange eingewechselt wurde. Das Spiel endete 2:1 für Frankfurt. Auch die weiteren Einsätze Opokus in der Bundesliga blieben sieglos, er konnte keines seiner Spiele gewinnen. So erfolglos, wie er blieb, endete auch die Saison für Leipzig, mit elf Punkten Rückstand auf einen Nichtabstiegsplatz wurde der abgeschlagene letzte Tabellenplatz belegt. Nach dem Abstieg in die 2. Bundesliga absolvierte Opoku in den nächsten vier Spielzeiten 54 Einsätze und erzielte drei Tore. Die Wege trennten sich nach der Saison 1997/98, nachdem Leipzig auch aus der 2. Liga abstieg. Er wechselte für ein Jahr zum FC Remscheid, anschließend zum FSV Frankfurt in der Regionalliga Süd. Später spielte er für den SV Rot-Weiß Bad Muskau.

### Nationalmannschaft
Er war 1991 Mitglied der ghanaischen Mannschaft, die in Italien U-17-Weltmeister wurde. Er führte das Team, das von Trainer Otto Pfister betreut wurde, als Kapitän an.